# Charles Mesdach de ter Kiele
Charles Jean Mesdach de ter Kiele (Kortrijk, 14 augustus 1825 - Brussel, 7 januari 1915) was een Belgisch magistraat. Hij was van 1886 tot 1900 procureur-generaal bij het Hof van Cassatie.

## Biografie

### Familie
Charles Mesdach de ter Kiele was een telg uit de familie Mesdach de ter Kiele. Hij was een zoon van Joseph Mesdach de ter Kiele, magistraat, lid van de Provinciale Staten van West-Vlaanderen, lid van de Tweede Kamer en volksvertegenwoordiger, en Sophie van Ruymbeke. Zijn schoonbroers waren de industriëlen Gustave Bernard en Léon Barbanson.
Hij trouwde in 1858 in Brussel met Esther Barbanson (1837-1928), dochter van Jean Barbanson, advocaat, lid van het Nationaal Congres, gemeenteraadslid van Brussel, provincieraadslid van Brabant en senator. Ze kregen twee zoons en vier dochters.
- Louis Mesdach de ter Kiele (1859-1917)
- Albert Mesdach de ter Kiele (1861-1942), advocaat, trouwde in 1889 in Antwerpen met Louise Grisar (1869-1961), dochter van Ernest Grisar, industrieel en medeoprichter van voetbalclub Beerschot. Ze kregen een dochter.
  - Yvonne Mesdach de ter Kiele (1890-1973) trouwde in 1909 in Brussel met graaf Herman d'Oultremont (1882-1943), cavaleriemajoor en Olympisch ruiter, zoon van graaf Adrien d'Oultremont, militair, commissaris-generaal van wereldtentoonstellingen, volksvertegenwoordiger en bestuurder. Ze kregen twee dochters, met afstammelignen tot heden. Met haar dood doofde de familie Mesdach de ter Kiele uit.
- Berthe Mesdach de ter Kiele (1863-1950), trouwde in 1882 in Brussel met Henri Dumon (1859-1914), advocaat, zoon van Henri Dumon, industrieel, gemeenteraadslid van Doornik en senator. Ze kregen een zoon en twee dochters, met afstammelingen tot heden.
- Mathilde Mesdach de ter Kiele (1869-1958), trouwde in 1895 in Brussel met Léon Greindl (1867-1944), luitenant-generaal, zoon van Jules Greindl, diplomaat en minister van Staat. Ze kregen twee zoons en drie dochters, met afstammelingen tot heden.
- Madeleine Mesdach de ter Kiele (1873-1906), trouwde in 1894 in Brussel met Charles Demeure (1865-1921), advocaat-generaal bij het Hof van Cassatie, zoon van Emmanuel Demeure, raadsheer in het Hof van Cassatie. Ze kregen een zoon en een dochter, met afstammelingen tot heden.
- Germaine Mesdach de ter Kiele (1878-1951), trouwde in 1902 in Brussel met André van Maldeghem (1877-1964), zoon van Auguste van Maldeghem, eerste voorzitter van het Hof van Cassatie. Ze kregen drie zoons en drie dochters, met afstammelingen tot heden.

Samen met zijn broer Louis (1821-1882) bekwam hij in 1862 adelserkenning en in 1869 de toevoeging de ter Kiele bij hun naam.

### Carrière
Mesdach de ter Kiele studeerde rechten aan de Katholieke Universiteit Leuven, maar behaalde aan de Université libre de Bruxelles de diploma's van doctor in de rechten (1846) en doctor in de politieke en administratieve wetenschappen (1850). Hij was achtereenvolgens:
- 1850-1857: substituut-procureur des Konings in Antwerpen,
- 1857: substituut-procureur des Konings in Brussel,
- 1857-1870: substituut-procureur-generaal in Brussel,
- 1870-1871: procureur-generaal bij het hof van beroep in Brussel,
- 1871-1886: advocaat-generaal bij het Hof van Cassatie,
- 1886-1900: procureur-generaal bij het Hof van Cassatie.

### Eerbetoon
In 1892 werd hij corresponderend lid en in 1895 lid van de Académie royale des sciences, des lettres et des beaux-arts de Belgique. In 1900 werd hij er voorzitter van.
Charles Samuel vervaardigde een buste van Mesdach de ter Kiele die zich in het Paleis der Academiën bevindt.